# Princesa Daisy
Princesa Daisy também conhecida como Princesa Margarida, ou somente Daisy ou Margarida (em japonês デイジー姫), é uma personagem ficcional da empresa Nintendo. O criador é Gunpei Yokoi (O mesmo criador do Wario), o mesmo de Super Mario Land. Ela é a princesa-governante de Sarasaland, onde apareceu a primeira vez em Super Mario Land, foi capturada por Tatanga e resgatada por Mario, num final onde ela o agradecia com um beijo e iam para uma nave espacial. Assim como Peach é dos cogumelos, Daisy é a "Princesa das Margaridas".

## História
Princesa Daisy é a princesa dum reino vizinho ao Reino dos Cogumelos, Sarasaland que fez a sua primeira aparição em Super Mario Land. Daisy é conhecida pelas suas habilidades com flores. Exemplo são as suas representações e emblemas que costumam ser flores com pétalas amarelas ou laranjas e o pólen turquesa. Ela partilha uma rivalidade amigável com a Princesa Peach, e é uma boa amiga de Mario e Luigi.
Alguns anos depois do lançamento de Super Mario Land, Daisy começou a aparecer em cada vez mais jogos e séries do Mario; isto deve-se à falta de personagens humanas no mundo do Mario. Ela agora aparece na maioria de jogos da Nintendo; quase sempre como personagem jogável. Tal como as outras personagens principais, Daisy tem uma forma bebê de ela própria, que tem aparecido em jogos recentes como personagem jogável. Daisy foi criada por Gunpei Yokoi, mentor de Shigeru Miyamoto. Yokoi faleceu oito anos depois da primeira aparição de Daisy, e três anos antes de ela aparecer como personagem principal. É possível que o regresso de Daisy aos jogos do Mario façam parte a um tributo a Gunpei Yokoi. Daisy apareceu em mais de 30 jogos até à data, e continua a fazê-lo regularmente.
Depois do Game Boy, ela apareceu em Mario Kart para GameCube, DS, Wii e 3DS em exceção de NES Open Tournament Golf, como a carregadora de tacos de Luigi, o que pode ter causado a impressão que Luigi goste de Daisy. Eles nunca beijaram e nada foi confirmado. Ela foi trazida também para Mario Tennis, e rapidamente virou em um personagem jogável em Mario Party 3 e nos títulos de esporte, aparecendo como parceira de Peach, Luigi ou Mario.

## Relacionamentos

### Peach
A sua relação com Peach é de melhores amigas que se gostam bastante, mas no site oficial de Mario Power Tennis, Daisy manda um cartão postal a Peach assinando "Your sister-in-arms, Daisy", que, em português, ficaria uma espécie de "Sua amiga do lado esquerdo do peito, Daisy", já que elas são muito amigas. Supostamente, Peach convida Daisy às vezes para visitar seu castelo e fazer coisas que princesas fazem, como tomar chá e outras coisas.

### Luigi
Os dois aparentam também ter uma amizade bem próxima, sendo vistos várias vezes conversando um com o outro, como na abertura de Mario Party: Star Rush. Em Mario Tennis Aces, Daisy fica muito preocupada pelo Luigi, que havia sido possuído pelo vilão do jogo Lucien.

## Aparência
Na maioria dos jogos, Daisy pode ser distinguida de Peach pela cor do cabelo: Daisy tem cabelos castanhos, enquanto Peach é loira. Mas ela já apareceu com cabelos ruivos  e cabelos lisos e coroa vermelha (como em Mario Party 3). A cor do vestido também influencia: O de Daisy é amarelo, enquanto a de Peach é rosa. Inicialmente, Daisy, em Super Mario Land, apareceu exatamente como Peach: Cabelos longos, vestido e coroa, apesar dela ter vestido amarelo, brincos de margarida e coroa vermelha; Mas sua aparência foi mudando, e hoje ela tem cabelos curtos, coroa amarela (para não precisar distingui-la da coroa), mangas redondas e com detalhes rendados. O vestido agora, para não ser idêntica a de Peach, tem dois detalhes laranjas logos no final.

## Curiosidades
Mesmo só aparecendo nos jogos da série Mario Kart a partir de Mario Kart Double Dash para Nintendo GameCube depois de Super Mario Land, agora ela é oficialmente uma personagem também das séries Mario Party e dos demais jogos esportivos da série Mario.

## Participações
- Super Mario Land (GMB) - 1989
- Mario Tennis (N64) - 2000
- Mario Party 3 (N64) - 2001
- Mario Party 4 (NGC) - 2002
- Mario Golf: Toadstool Tour (NGC) - 2003
- Mario Party 5 (NGC) - 2003
- Mario Kart: Double Dash!! (NGC) - 2003
- Mario Power Tennis (NGC) - 2004
- Mario Party 6 (NGC) - 2004
- Mario Superstar Baseball (NGC) - 2005
- Mario Party 7 (NGC) (NGC) - 2005
- Mario Kart DS (DS) - 2005
- Super Mario Strikers (NGC) - 2005
- Mario Hoops 3-on-3 (DS) - 2006
- Mario Party DS (DS) - 2007
- Mario Party 8 (Wii) - 2007
- Mario & Sonic at the Olympic Games (Wii/DS)- 2007/2008
- Mario Super Sluggers (Wii) - 2008
- Mario & Sonic at the Olympic Winter Games (Wii/DS)- 2009
- Itadaki Street (Wii) - 2011
- Mario Kart Wii (Wii) - 2008
- Mario Sports Mix (Wii) - 2011
- Mario Kart 7 (3DS) - 2011
- Fortune Street (Wii) - 2011
- Mario Party 9 (Wii) - 2012
- Mario Tennis Open (3DS) - 2012
- Mario & Sonic at the London 2012 Olympic Games (Wii/3DS) - 2011/2012
- Mario Party: Island Tour (3DS)- 2013
- Mario & Sonic at the Sochi 2014 Olympic Winter Games (Wii U) - 2013
- Mario Kart 8 (Wii U) - 2014
- Mario Golf: World Tour (3DS) - 2014
- Mario Party 10 (Wii U) - 2015
- Mario Party: Star Rush (3DS) - 2016
- Mario Party: The Top 100 (3DS) - 2017
- Super Mario Run (Android, iOS)
- Mario Tennis Aces (Switch) - 2018
- Super Mario Party (Switch) - 2018
- Super Smash Bros. Ultimate (Switch) - 2018
- Dr. Mario World (Celular) - 2019
- Mario Kart Tour (Celular) - 2019
- Mario & Sonic at the Olympic Games Tokyo 2020 (Switch) - 2019
- Mario Golf: Super Rush (Switch) - 2021
- Mario Party Superstars (Switch) - 2021
- Super Mario Bros. Wonder  (Switch) - 2023

### Outras aparições
Em Super Smash Bros. Melee, no troféu dela, menciona-se erroneamente que ela apareceu em Mario Golf para Nintendo 64 e Game Boy Color, obviamente, quiseram dizer que ela apareceu em Mario Tennis para Nintendo 64 e Game Boy Color. Os únicos jogos Mario Golf em que participou foi Mario Golf: Toadstool Tour e Mario Golf: World Tour. Super Smash Bros. Melee foi lançado 1 ano e 7 meses antes de Mario Golf: Toadstool Tour. Também em Super Smash Bros. Melee, Super Smash Bros. Brawl e Super Smash Bros. for Nintendo 3DS and Wii U o jogador pode escolher uma roupa pré-definida para Peach com vestido amarelo, coroa um pouco mais escura que o normal e brincos de cor turquesa. Em Super Smash Bros. Ultimate Daisy aparece como personagem jogável, e seu Final Smash, Daisy Blossom, é idêntico ao da Peach, com flores de margarida no lugar de pêssegos.